# 埃代阿
埃代阿是非洲中西部國家喀麥隆的城市，由濱海省 (喀麥隆)負責管轄，位於該國西部薩納加河畔，距離首都雅溫得150公里，建城於1891年，海拔高度35米，2001年人口122,300。